# Шаумяновский
Шаумя́новский — хутор в Егорлыкском районе Ростовской области.
Административный центр Шаумяновского сельского поселения.

## История
Казачий хутор был основан в 1820 году казаком Черкасского округа области Войска Донского Данилом Прищеповым. Первое название — хутор Прищеповка.
В 1924 году на хутор переселились армяне-беженцы из Муша (Западная Армения), спасавшиеся от геноцида армян в Османской Турции.

## Население
| 1989  | 2002  | 2010  | 2012  | 2013  | 2014  | 2015  |
| ----- | ----- | ----- | ----- | ----- | ----- | ----- |
| 1168  | ↗1739 | ↗1875 | ↗1889 | ↘1878 | →1878 | ↗1880 |
| 2016  | 2017  | 2018  | 2019  | 2020  | 2021  |       |
| →1880 | ↗1888 | ↘1881 | ↘1880 | ↘1851 | ↘1833 |       |

## Улицы
| - пер. Восточный, - пер. Газетный, - пер. Западный, - пер. Конечный, - пер. Малый, - пер. Микояна, - пер. Некрасова, - пер. Овчарова, - пер. Речной, - пер. Севрюкова, - пер. Тургенева, | - пер. Цветочный, - пер. Шолохова, - ул. Баграмяна, - ул. Заречная, - ул. Мира, - ул. Налбандяна, - ул. Центральная, - ул. Шаумяна, - ул. Школьная, - ул. Южная. |